# Адамс (река у Британској Колумбији)
Река Адамс (енгл. Adams River) је притока реке Томпсон и Фрејзер у Британској Колумбији. Почевши од планина Монаше на северу, горњи рок реке Адамс тече углавном према југу и на крају улива се у језеро Адамс. Доњи ток реке Адамс започиње на јужном крају језера и улива се у крајњи западни крај језера Шусвап. Река је једно од најважнијих подручја за узгој црвених лососа у Северној Америци. У октобру, у реци, може се наћи милион риба у концентрисаном подручју близу ушћа реке. Река је, такође, служила као важан транспортни пут за ране сече дрва у сливу. 

## Слив реке
Извориште Адамса је неколико неименованих ледника на отприлике 2.000 m (6.600 ft) узвишење у североисточном региону планине Монаш у планинама Колумбија. Горњи део реке тече приближно према југу и југозападу кроз мочваре и пролази кроз два мала језера, Тумтум и Мица. Његов проток опада за 5 m (16 ft) по километру на одређеним деоницама. После тока од 94 km (58 mi) улива се у северни крај језера Адамс.
Језеро Адамс је отприлике 72 km (45 mi) дуг и достиже максималну дубину од 457 m (1.499 ft), што га чини 24. најдубљим језером на свету. Доњи ток реке Адамс излази са крајњег јужног краја језера и тече 11 km (6,8 mi) уском долином. Улива се у језеро Скуилакс. Од језера Адамс до Скуиласа, доњи ток реке Адамс тече 60 m (200 ft) у надморској висини.

### Притоке
Притоке горњег тока реке Адамса укључују:
- Притоку Оливер
- Притоку Дудгеон
- Притоку Сунсет
- Притоку Фишер

Језеро и доњи ток реке Адамс укључују:
- Притоку Кајене
- Притоку Синмакс
- Реку Момич
- Притоку Хиуихил
- Притоку Никвиквиа

## Историја

### Секвепемк
Људи Секвепемк живе миленијум у долини реке Адамс. Студија покрајинске владе уз доњи ток реке из 1977. године пронашла је шездесет шест локалитета са доказима о пребивалишту од 2000. године пре нове ере. Обиље лососа учинило је реку важним извором хране и трговинском робом за људе првих нација у региону. 
Етнограф Џејмс Тајт бележи да су људи на подручју реке Адамс чинили подгрупу која је данас позната као индијски бенд језера Адамс.  Више од 200 његових становника, умрло је у епидемији малих богиња 1862. године.

### Компанија израде дрвета реке Адамс
Иако су истраживачи, геодети и ловци путовали регионом 1800-их, прва европска активност у долини реке била је сеча. Искусни дрвосеча из Спокана, основао је компанију израде дрвета реке Адамс 1909. године. Лиценцирао је велике дрвне површине дуж горњег и доњег тока реке, као и околне висоравни. Описана је као прва велика индустријска операција у унутрашњости Британске Колумбије. 
На горњем току реке изграђен је камп и на језеру Тумтум започете су сече дрва. Брана је омогућила оператерима да подигну ниво воде језера Адамс. Када је прикупљено довољно дрва изнад бране, капије су се отвориле и настале су поплаве које су однеле дрва до језера Скуилакс. 
Да би се дрва померила са платоа изнад доњег тока реке, река Адамс је конструисала неколико канала. Канали су била уздигнута дрвена корита испуњена водом која су носила балване до дна долине. Највећи од њих био је у притоци Беар.
Иако се сеча наставља у региону, Адамс се више не користи за транспорт дрвета.

## Екологија

### Флора
Велики део екологије слива погођен је шумским пожарима и сматра се да је у сералној фази. Река тече кроз неколико различитих вегетационих зона. У свом горњем току Адамс тече кроз зону унутрашњих кедарових кукута. Ове шуме су сличне обалним шумама Британске Колумбије и садрже стабла стара до 1000 година. Прашума уз реку садржи и ретке врсте лишајева, вероватно изоловане у последњем леденом добу. Горњи ток реке Адамс садржи мочварне врсте лишћарских стабала попут Populus trichocarpa, као и густи слој грмља, укључујући дрен Cornus sericea и Rubus parviflorus. Доњим током реке доминира сувља унутрашњост вегетационе зоне Douglas Fir. Остале врсте четинара су жути бор, енгелманова смрча и алпска јела. Простор око ушћа реке измењен је људским активностима као што су пољопривреда и испаша стоке. 

### Фауна

#### Аљаски црвени лосос
Аљаски црвени лосос из реке Адамс прелази у реку Фрејзер и улази у Тихи океан. Проводе три године у отвореном океану пратећи арктичке струје до Аљаске и алеутских острва. Затим се враћају у реку Адамс, завршавајући кружно путовање од преко 4.000 km (2.500 mi). Напоран пут, укључујући пловидбу брзим водама и кањона Фрејзер, завршавају за само седамнаест дана. У овом периоду не једу; уместо тога, ослањају се на резерве масти сакупљене услед обилне исхране у џорџијском мореузу крајем лета. У овом тренутку лосос поприма препознатљиву црвену нијансу, а мужјаци рибе, такође, развијају велика грбава леђа. Није потпуно разумљиво како су способни да се врате до своје наталне реке, али верује се да развијени олфактивни систем има значајну улогу.

#### Остала фауна
Долина реке Адамс подржава велике популације мула јелена, са мањим стадима белорепих јелена. Црни медведи су чести у сливу. Популација медведа знатно расте током јесени, из суседних долина, због исхране лососом. У горњој долини реке лос је уобичајен, а извори у реци садрже станиште медведа гризли. На реци се налази неколико врста водених сисара, укључујући дабра, визона и речну видру.
У ушћу реке живе канадске гуске и лабудови. Међу осталим воденим птицама су патке глуваре и дупљашице. Чести су и белоглави орао и орао рибар, чије гнездо може да се види високо у црном јаблану и мртвим четинарима. Тетреби бројни су у целој долини.

## Заштићена подручја
Река Адамс пролази кроз провинцијске паркове Адамс (од 5.733 хектара) и Тутсвев (од 1.076 хектара), који су погодни за гледање лососа. Посетиоци провинцијског парка Тутсвев процењени су на 160.000 2010. години.